# 암호화폐 지갑

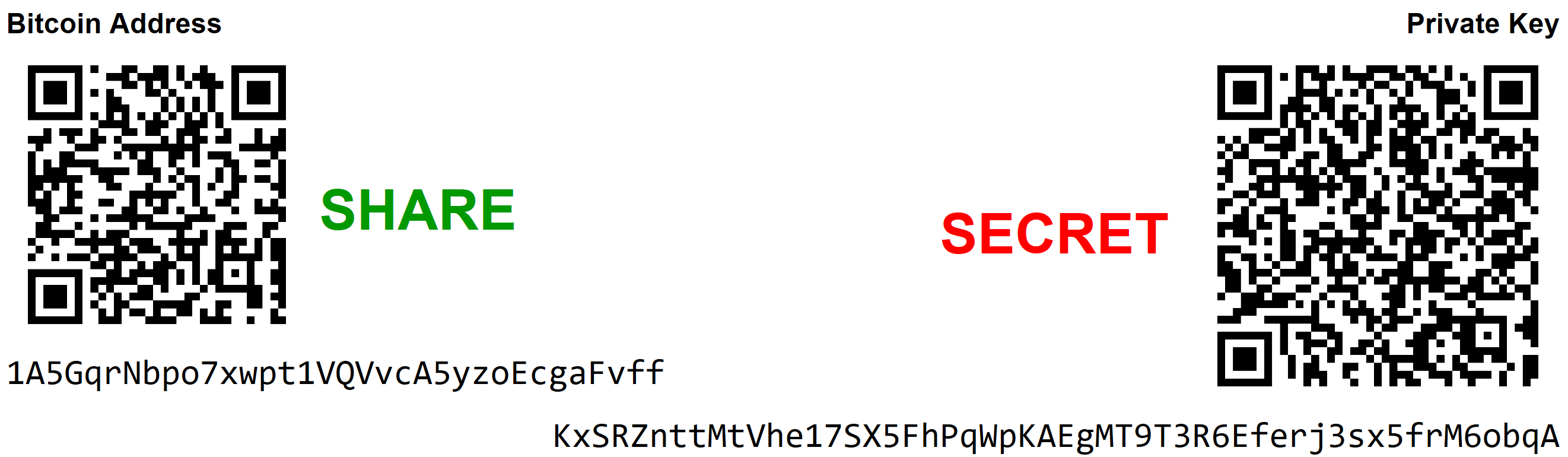
하나의 수신용 비트코인 주소, 그리고 그에 일치하는 소비용 비공개 키로 구성된 종이 인쇄 가능 비트코인 지갑의 예.

암호화폐 지갑(暗號貨幣 紙匣, 영어: cryptocurrency wallet)은 하나의 장치, 물리 매체, 프로그램 또는 서비스로서 공개/비공개 키를 저장하고 있으며 소유권을 추적하거나 암호화폐의 수신과 소비를 위해 사용할 수 있다. 암호화폐 그 자체는 지갑에 들어있지 않다. 이에 파생되는 비트코인과 암호화폐의 경우 암호화폐는 어느 중심에 저장되는 것이 아닌 별도로 저장되며 블록체인이라는 이름의 공개된 원장(元帳, ledger)에서 관리된다.

## 같이 보기
- 비트코인
- 모바일 결제
- 콜드 스토리지
- 핫 월릿
- 전자지갑